# Hypotetiska imperativ
Hypotetiska imperativ är ett av de två imperativ som Immanuel Kant behandlar i sin filosofi. 
Hypotetiska imperativ har formen "Om du vill uppnå X så utför Y", detta till skillnad från det kategoriska imperativet som har formen "Utför Y". Hypotetiska imperativ är uppmaningar att om man vill uppnå en viss konsekvens måste man utföra en viss handling. Att tillämpa någonting kategoriskt är just att tillämpa det oavsett omständigheter såsom konsekvenser.